# 德意志邦聯
，又稱日耳曼邦联，是存在於1815～1866年间，由39個德意志邦國組建的邦聯制政體，首都为法兰克福，地处中欧。德意志邦聯不是一個統一的國家，而是一個囊括了全部德意志邦國的组织。
德意志邦联成立的目的是保護神聖羅馬帝國和萊茵邦聯解體後，餘下的諸多弱小德意志邦国。邦聯成立的法理依據是维也纳会议上確立的，其合法性也受到國際社會的認可。以集權程度來說，它比神聖羅馬帝國和萊茵邦聯更加鬆散，邦聯中的各個成員國既不是軍事同盟、也不是貿易同盟，沒有一套具有約束力的法律將它們团结在一起。各個成員國之間屢屢發生內鬥，導致邦聯的政府功能難以正常運作。
邦聯的永久主席國為奥地利，永久副主席國為普鲁士，其餘德意志邦國均為普通成員。在其存在的期間，德意志統一運動風起雲湧，德意志人民強烈渴望自己腳下的土地能變成一個真正的國家，而不是一個徒有虛名的組織，這股風潮於1866年的普奧戰爭中達到頂點，普魯士藉著工業化的力量打敗了奧地利，將奧地利驅逐出了德意志的版圖之外。勝利後，普魯士解散德意志邦聯，将德意志地區北部的所有小邦都吸入它自立的北日耳曼邦聯之中，僅餘南德四邦仍保持獨立。

## 历史
自1806年起，法國皇帝拿破仑席卷欧洲大陆，将神圣罗马帝国内的德意志各個諸侯國家组织成莱茵邦联，并自任护国主，奥地利皇帝弗朗茨一世解散神聖羅馬帝國。但在1812年俄法戰爭以及1813年10月中旬的萊比錫戰役中法軍兩度戰敗，萊茵邦聯即於1813年10月31日宣告解體。根據維也納會議決議，德意志邦聯成立，邦聯成員國由神聖羅馬帝國時期的三百多國銳減至三十九國，并確立為完全獨立自主的國家。成員們保證彼此相互防守，並聯合保衛美茵茨、盧森堡城、拉施塔特、烏爾姆和蘭道的堡壘及要塞。
邦聯唯一的組織是邦联議會（Bundesversammlung），由各邦國的代表組成，由奧地利首相領導，定期在法蘭克福舉行會議。事實上，奥地利哈布斯堡王朝的皇帝經常代表“首相使者”領導議會，掌握邦联的領導權。
1866年普奧戰爭结束，邦联瓦解。普魯士王國以德意志關稅同盟為基礎，另行成立北德意志邦聯。新成立的北德意志邦聯包括美因河以北的德意志地區，排除了奧地利哈布斯堡家族領地及南德四邦（巴伐利亞、巴登、符騰堡及黑森），主導權完全由普魯士控制。1871年，隨著普魯士在普法戰爭中獲勝，德意志帝國成立。

## 法国大革命和拿破仑战争之影响
18世紀後期开始，政治、經濟、知識和文化上的改革逐渐涌现。在这个启蒙时代，洛克、卢梭、伏尔泰与亚当·斯密等重要的学者都是著名代表。浪漫主义渐渐兴起，更在法国大革命中大放异彩——个人与国家的自由正式确立，打倒权贵与封建制度。旧秩序和旧文化崩坏，取而代之的是不同的学术思想与理论。新的生产方法兴起，导致工业资本主义崛起。
但是，拿破仑的戰敗確保了保守的政權，例如普魯士王國、奧地利帝國和俄罗斯帝国等生存。让这些国家藉维也纳会议的成功，成立神圣同盟，压制因法国大革命而引起的激烈革命风潮。1815年，与会国家尝试尽量恢复欧洲在战前的旧秩序，以围堵法国、防止自由主义与民族主义传播。在首相梅特涅领导下，位于中欧的奥地利帝国在欧洲大陆的地位举足轻重，为会议制度的主导者，亦即梅特涅制度。哈布斯堡王朝除了抗衡法国，也是中欧的重要防线，阻止意大利与德意志成为民族国家。这样的势力均衡看似固若金汤，其实并不稳定。
拿破仑在滑铁卢战败后，在列强安排下，名存实亡的神圣罗马帝国被废除，被德意志邦联取代。由于奥地利与普鲁士都怕对方坐大，所以让邦联的组织松散，难以支配。
当时，一般认为，在后拿破仑时代的普鲁士，革命难以出现。在成为最强的德意志邦国、作为统一德意志的政治中心与在19世纪末爭霸欧洲大陆之前，普鲁士看似落后。在普国东方，庄园起义仅仅在条顿骑士团没落时发生。在骑士团统治下，农业结构十分松散，但普鲁士贵族后来渐渐扩张领地，占领骑士团曾拥有的农地，令农民顺从，就连市区也缺乏导致革命的诱因——容克。为了防止城邦坐大，就促进它们的贸易，令市区、郊区的劳动阶层都必须向封建制度臣服。相对来说，在英国与法国，市区发展随着封建制度崩溃而来。所以从启蒙运动到德国在二战战败，两国都更能适应西方民主制度。但普鲁士的霍亨索伦王朝则建立了高度中央集权的体制，令议会政府难以兴盛。所以，在拿破仑战争时，普鲁士的社会与体制都很落后，且它仍以军事贵族为世袭的统治阶层，使其阶级制度十分严密。
其实，除了普鲁士，在整个德国，或諸多德意志邦国裡，政治分裂、贵族与商人的利益冲突，以及扼杀竞争与创新的公会制度，都减慢工业发展。这的确能确保中产阶级弱小，守住旧制度，让政局稳定。但是，面对法国的进攻时，普鲁士完全招架不住。因此，很多人都警醒，并深信脆弱、分裂和落后的德意志，将会被已經统一及工业化的邻邦所侵吞。
1815年后，普鲁士的失败正意味着政经与社会改革都很迫切——官僚行政必须改善，而且必须实施更有效率的精英教育制度。得到拿破仑时期的德意志与意大利行政规划的启发，卡尔·奥古斯特·冯·哈登贝格与施泰因等普国官员采取保守政策，革新体制之余，保障贵族的权益。
这些改革令普鲁士的军队专业化，又开“全民皆兵”之先声，逐步建立强大军事力量。普鲁士又在拥有贵族体制之下，废除容克对土地的垄断、农奴制度与其他封建体制，帮助实踐工业化。

## 浪漫、民族和自由主義

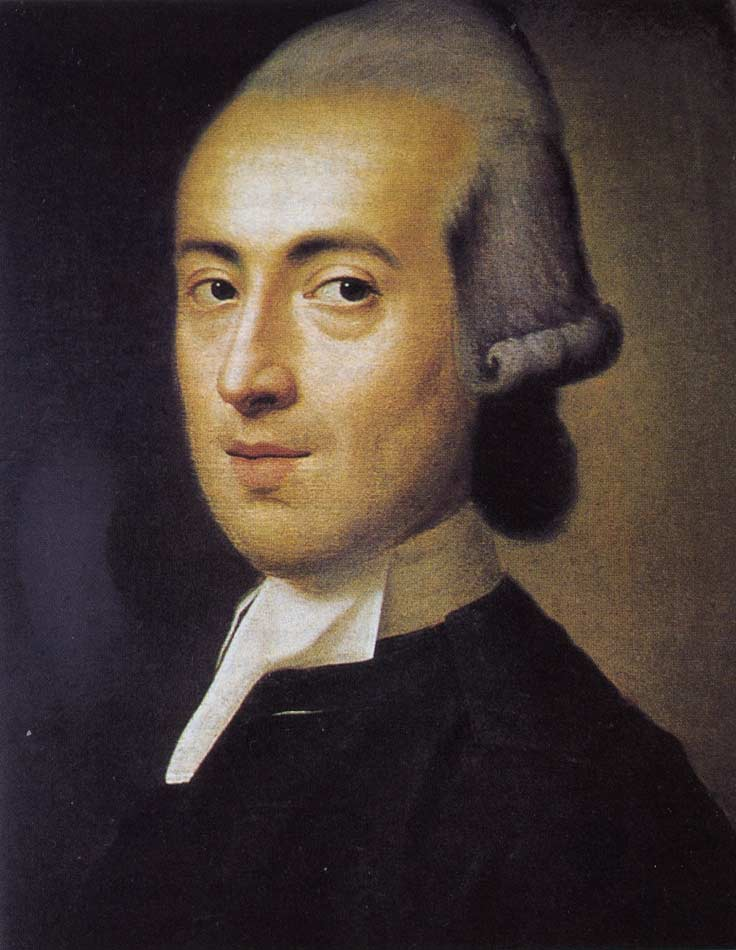
约翰·戈特弗里德·冯·赫尔德（1744年-1803年）因提出著名的国民概念，被广泛认为是德国民族主义之父

维也纳会议后，法国大革命引起的革命浪潮似乎受到控制，但仅仅能缓和保守势力与自由派的民族主义分子之间的冲突。这种紧张局势一直持续到1848年革命为止。由于革命最后在此年三月爆发，这段时间被称为前三月时期（1815年的维也纳会议到1848的三月革命被称作前三月时期）。
此際，保守势力与自由分子在社会上形成对立。在普鲁士，前者乃拥有军政大权的容克大地主、奥地利权贵，以及在德意志支持邦国自主的侯国与城邦，后者则从事商业、贸易与工业。
受到法国大革命的影响，大众愈發要求变革。奥地利操控德意志邦联，逐渐引起民族主义分子的不满。梅特涅对此十分担心，因为民族主义的兴起，尤其是青年运动，不但將动摇奥地利在德的势力，还会激起奥地利帝国内多个民族的反抗之心。奥地利境内大量匈牙利人与斯拉夫人一旦壮大，足以威胁奥国的统治。
前三月时期，歌德、约翰·戈特利布·菲希特和约翰·戈特弗里德·冯·赫尔德等思想家提倡浪漫的民族主义。也有其他代表向青年宣传这些思想。神父弗里德里希·雅恩设立体操会社，令年青的中产阶级接触民族主义思想——他们更设立青年会社，支持民族主义。 1817年的瓦尔特堡节更奉马丁·路德为德意志民族主义的先驱者，在宗教界引起民族情绪。在节日上，更有焚书与其他类似活动，用以销毁一切被认为是反动的物件，其中包括剧作家奥古斯特·冯·科茨比的书籍。1819年，这名剧作家由于被怀疑为俄国作间谍、企图恢复旧建制，被神学学生卡尔·路德维希·桑德杀害。该凶手后来被处决。梅特涅反应迅速，以此事作藉口，劝谕邦联议会发表1819年的卡尔斯巴德决议，關閉青年会社，压制支持自由的传媒，并限制学术自由。

## 经济融合

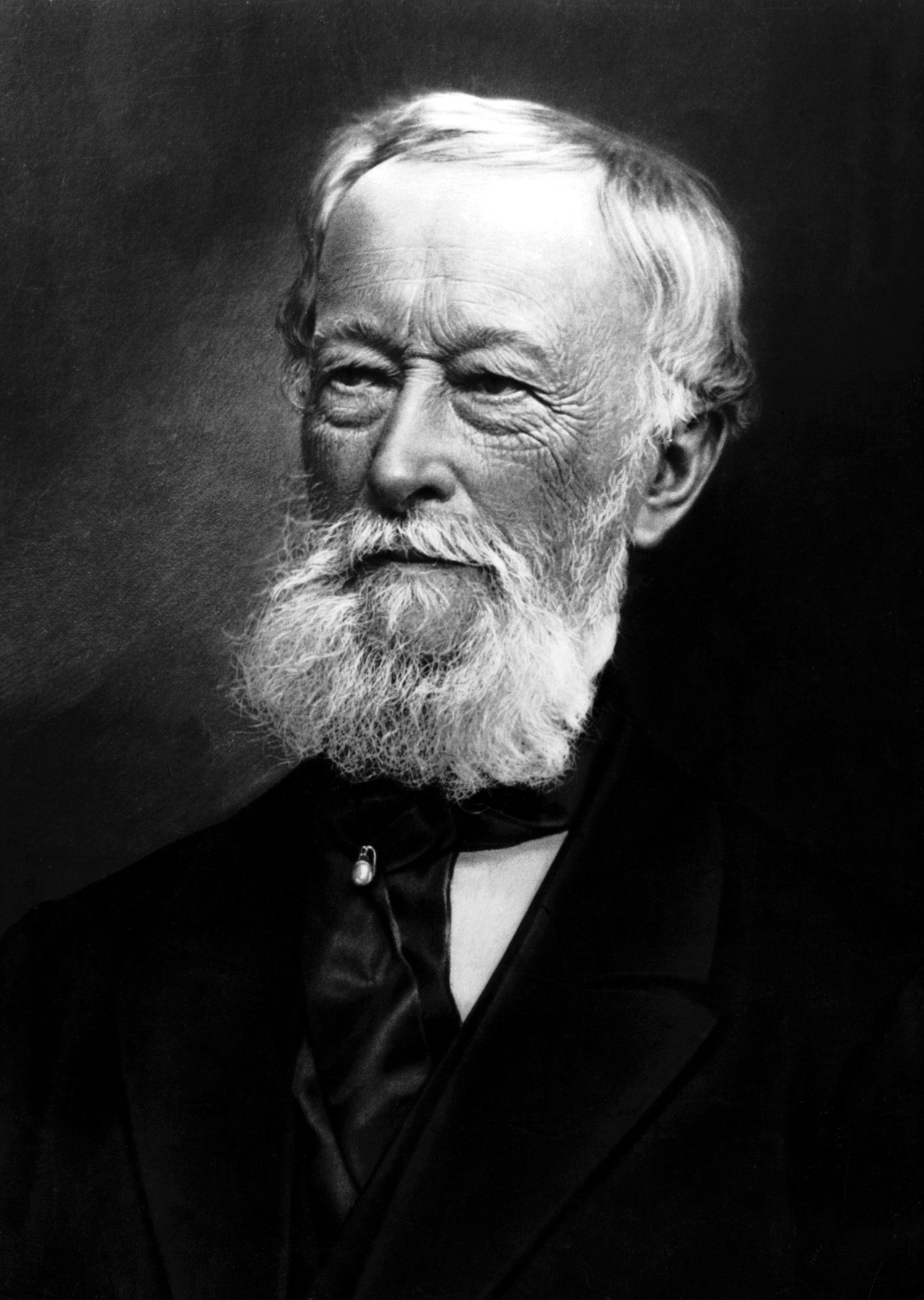
德国钢铁大王及军火商阿尔弗雷德·克虏伯 (1812-87年) 创立首个柏塞麦炼钢法生产计划，用以从生铁大量炼制钢铁；他又将克虏伯家族事业扩充到军事工业，协助普鲁士在普法战争中取胜。他的孙女婿古斯塔夫·克虏伯·冯·波伦·翁德·哈尔巴赫（1870-1950年）发明了在一战中大派用场的贝尔塔大炮，取名自其妻贝尔塔·克虏伯 (1886-1957年) ；他们的儿子阿尔弗雷德（1907-1967年）将其父的事业与纳粹党挂钩，利用集中营里的居民作劳工。

这个时候，普鲁士仍然继续压制自由主义的发展，继续推行改革。1834年，她成立德意志关税同盟，促进贸易发展与工业发展。这正与施泰因和哈登贝格以前设想的改革计划不谋而合。无形中，这些改革衍生了支持统一德国的声音，尤其是影响力渐大、争取更多政治权利的中产阶级。不过，普鲁士更担心的是她的落后与强邻。关税同盟建立了一个共同市场。透过废除地区关税、统一度量衡，除奥地利以外的大部分德意志邦国，建立了德国经济的雏形。
1842年时，关税同盟已经包括几乎所有邦国。其后二十年之间，德意志钢铁业产量增长四倍；煤产量也大幅增加。后来，德国工业家开始发明钢枪、炼铁轴及后装式步枪，显示德国成功将科技应用在武器上。克虏伯家族的工业後来更成为德国的重要重工业公司。于是，德国国防大為巩固，令普鲁士与容克们都不受外国侵犯。德国工业同时在民用事业方面有很大的贡献；令德国不再依赖英国的材料与产品。
普鲁士成为工业重镇，因此增强中产阶级的势力及民族运动。经济融合加上邦国之间的民族意识提高，令政治融合指日可待。德意志开始显示种种“准国家”的特征。
大地主与工商业阶层组成的联盟，促使普鲁士的保守政权能在前三月时期后依然保持稳定。马克思与恩格斯对于1848年革命的失败，作以下评论：“此联盟诚然太脆弱，无以自立，是以未能掌权当政。惟有向地主官僚称臣，方可经商。” 必须说明的是，即使工商界影响有限，它的势力一定要够强大，才会引起政府的注意——何况法国大革命吓怕众多容克，普国难以马上接受与工商界合作。
1848年前，局势仍算稳定。虽然资产阶级愿意不要权力而取利益，但地主已经发觉他们的经济力量正在衰退。关税同盟固然令经济进步，并能暂时满足资产阶级，但它也会令他们壮大，与普鲁士想限制民族主义与自由主义发展的方向恰恰相反。
关税同盟代表着经济融合、现代工业资本主义的崛起，以及中央主义取代地方主义，令德意志长期以来各邦国自立门户的时代结束。1844年，在西里西亚，工业渐渐发达、效率极高，織布工人因此遇到新竞争，生计严重受影响，故发动起义。这一小群技工、织布工人、短工、公会会员和小商人，後来与由大地主与工业家垄断的第二帝国产生摩擦，引起不少问题。阶级冲突尖锐、缺乏民主经验，加上拥有军政大权的贵族寡头政治，令帝国采取专制手段镇压反对声音，尤其在俾斯麦时期镇压天主教徒与社会主义分子。
总而言之，关税同盟促进经济统一、激起民族主义，又引起众多邦国追求政治统一。奥地利对邦联的控制渐渐减退；普鲁士取而代之，成为邦国的领导者。

## 1848年的革命

法兰克福国民议会在1848年通过采用的德意志邦联国旗（只被短暂使用）

仅仅成立德意志关税同盟仍然不能满足中产阶级，他们始终希望得到更多的政治权利。1848年革命首先在法国巴黎爆发，消息马上传播到不满的资产阶级自由分子及激进的工人。只有最保守和專制的罗曼诺夫王朝与奧斯曼帝國不受影响。
1848年3月15日，普王腓特烈·威廉四世的臣民经过多年的压迫，终于在柏林以暴乱表達政治要求。在巴黎，军队用障碍物阻止市民生事，但鉴于法王路易·菲利普最后被人民推翻，逃到英国的下场，普王为势所迫，惟有答应革命党人的要求，承诺成立宪法与议会，并支持统一德国，以保权力。
在法国，经过法国大革命、1830年的七月革命与刚刚发生的二月革命，保守派贵族再一次被革命党推翻。法兰西第二共和国成立，革命党人却随之开始内讧。资产阶级的温和派支持君主立宪，但巴黎的工人阶级支持極左的社会主义分子，于是内战爆发。在巴黎，失业工人高呼“面包或鉛彈”（bread or lead）的口号，高举红旗，摆放障碍物，首次以无产阶级的名义企图推翻共和国。这是法国大革命恐怖时期以来最大规模的工人起义。但法国血腥镇压起义，令工人阶级与资产阶级结怨。
5月18日，法兰克福国民议会召开，数个德意志邦国与奥地利本部的代表进行首轮讨论。但是，代表马上因德国将来的领导权及疆域而争论不休。有代表支持成立由奥地利统治的大德意志（Grossdeutschland），将奥地利本部与波西米亚并入新德国；有代表则支持由普鲁士统治的小德意志（Kleindeutschland），不包括任何奥地利领土。
由5月到12月，议会只是在集中讨论理论问题，但保守派已经迅速采取行动，打击改革派。这个时候，在梅特涅统治的奥地利与尼古拉一世统治的俄罗斯，拥有土地的上产阶级担心利益受损，十分不满。保守势力变得壮大，运用政治压力，令两国政府迅速镇压革命。另一边，普军始终忠于国王，而人民又对革命毫无兴趣，令普王腓特烈·威廉四世重拾信心。议会发表德意志人民权利宣言（Declaration of the Rights of the German people），并草拟好保罗教堂宪法。由于奥地利拒绝接受宪法，会议即请普王接受德国皇帝的称号。但为国内保守势力所迫，加上深信君权神授、鄙视由别人选出来的名位，普王拒绝“拾取在沟渠上的皇冠”。议会代表失败，被迫解散。普军到临清场，数千名中产阶级的自由主義分子逃走，大多逃亡美国。
1850年，普王自立宪法，回应失败的民间革命。他决定要成立一个团结北方德意志邦国的联盟（即埃尔福特联盟），让他与資产阶级掌握实权，並削弱貴族權威。奥俄两国深恐普鲁士壮大并主宰德国事务，于是对普王施加压力。普王惟有妥协，签订奧爾米茨條約，暂时放弃统一德国的计划。

## 俾斯麥和德國統一戰爭
在奥尔米茨之耻后，新一代领导人涌现，谋求统治阶层的革命，回应人民富强祖国的愿望。不但是德国，就连意大利与日本也有这样的人才。三国都以普鲁士式的独裁政体主导自强运动；三国的新领导层并不采取强烈反动的路线，而是实行看似自相矛盾的保守现代化计划。正如施泰因和哈登贝格，俾斯麦同样想在变幻莫测的时代，保持容克的地位。威廉一世任命他为首相，就是为了防止自由分子阻止军事改革。后来，容克阶层大力鼓励经济发展，令普鲁士国力蒸蒸日上，赢得中产阶级的支持。
值得注意的是，三国的保守现代化都由优秀领袖主导：意大利的加富尔、德国的施泰因、哈登贝格与俾斯麦，及日本明治时代的多位领袖。这样的情况並非巧合。在这个时代，他们都是忠君的保守派，却能运用如此的条件展开改革、现代化与统一运动。虽然他们都属于贵族阶级，但同样反对旧制度；其背景促使他们忠于命令，而又不失政治才能。旧体制的崩坏促成了这新一轮的社会变革。

## 成员国
| 邦國                                                      | 邦國                                     | 首都           |
| --------------------------------------------------------- | ---------------------------------------- | -------------- |
| 帝國                                                      |                                          |                |
|                                                           | 奧地利 僅含內萊塔尼亞                    | 維也納         |
| 王國                                                      |                                          |                |
|                                                           | 巴伐利亞                                 | 慕尼黑         |
|                                                           | 漢諾威                                   | 汉诺威         |
|                                                           | 普魯士 不含波森、東普魯士和西普鲁士      | 柏林           |
|                                                           | 薩克森                                   | 德累斯顿       |
|                                                           | 符騰堡                                   | 斯图加特       |
| 選侯國                                                    |                                          |                |
|                                                           | 黑森-卡塞爾                              | 卡塞尔         |
| 大公國                                                    |                                          |                |
|                                                           | 巴登                                     | 卡尔斯鲁厄     |
|                                                           | 黑森-達姆施塔特                          | 达姆施塔特     |
|                                                           | 卢森堡                                   | 盧森堡         |
|                                                           | 梅克倫堡-什未林                          | 什未林         |
|                                                           | 梅克倫堡－施特雷利茨                     | 新施特雷利茨   |
|                                                           | 奧爾登堡                                 | 奥尔登堡       |
|                                                           | 萨克森-魏玛-爱森纳赫                     | 魏玛           |
| 公國                                                      |                                          |                |
|                                                           | 安哈爾特 – 自1863年                      | 德绍           |
|                                                           | 布倫瑞克                                 | 布倫瑞克       |
|                                                           | 荷爾斯泰因                               | 格吕克施塔特   |
|                                                           | 林堡 – 自1839年                          | 無             |
|                                                           | 拿騷                                     | 威斯巴登       |
|                                                           | 萨克森-阿尔滕堡 – 自1826年               | 阿尔滕堡       |
|                                                           | 萨克森-科堡-哥达 – 自1826年              | 科堡           |
|                                                           | 薩克森-勞恩堡                            | 拉策堡         |
|                                                           | 萨克森-迈宁根                            | 迈宁根         |
| 親王國                                                    |                                          |                |
|                                                           | 霍亨索倫-黑興根 – 自1850年歸屬普魯士     | 黑兴根         |
|                                                           | 霍亨索倫-錫格馬林根 – 自1850年歸屬普魯士 | 西格馬林根     |
|                                                           | 列支敦士登                               | 瓦杜茲         |
|                                                           | 利珀                                     | 代特莫尔德     |
|                                                           | 羅伊斯幼系                               | 格拉           |
|                                                           | 羅伊斯長系                               | 格赖茨         |
|                                                           | 紹姆堡-利珀                              | 比克堡         |
|                                                           | 施瓦茨堡-魯多爾施塔特                    | 鲁多尔施塔特   |
|                                                           | 施瓦茨堡-松德斯豪森                      | 松德斯豪森     |
|                                                           | 瓦爾代克和皮爾蒙特                       | 巴特阿罗尔森   |
| 伯國                                                      |                                          |                |
|                                                           | 黑森-洪堡 – 自1817年                     | 巴特洪堡       |
| 自由城市                                                  |                                          |                |
|                                                           | 不來梅                                   |                |
|                                                           | 法蘭克福                                 |                |
|                                                           | 汉堡                                     |                |
|                                                           | 呂貝克                                   |                |
| 併入安哈爾特的邦國                                        |                                          |                |
|                                                           | 安哈尔特-德绍                            | 德绍           |
|                                                           | 安哈尔特-贝恩堡                          | 贝恩堡         |
|                                                           | 安哈尔特-克滕                            | 克滕           |
| 1826年從薩克森-科堡和哥達 以及薩克森-邁寧根分裂而成的邦國 |                                          |                |
|                                                           | 萨克森-哥达-阿尔滕堡                     | 哥達           |
|                                                           | 萨克森-科堡-萨尔费尔德                   | 科堡           |
|                                                           | 萨克森-希尔德布格豪森                    | 希尔德布格豪森 |

## 領土繼承
以下的国家全境都在德意志邦联境内：

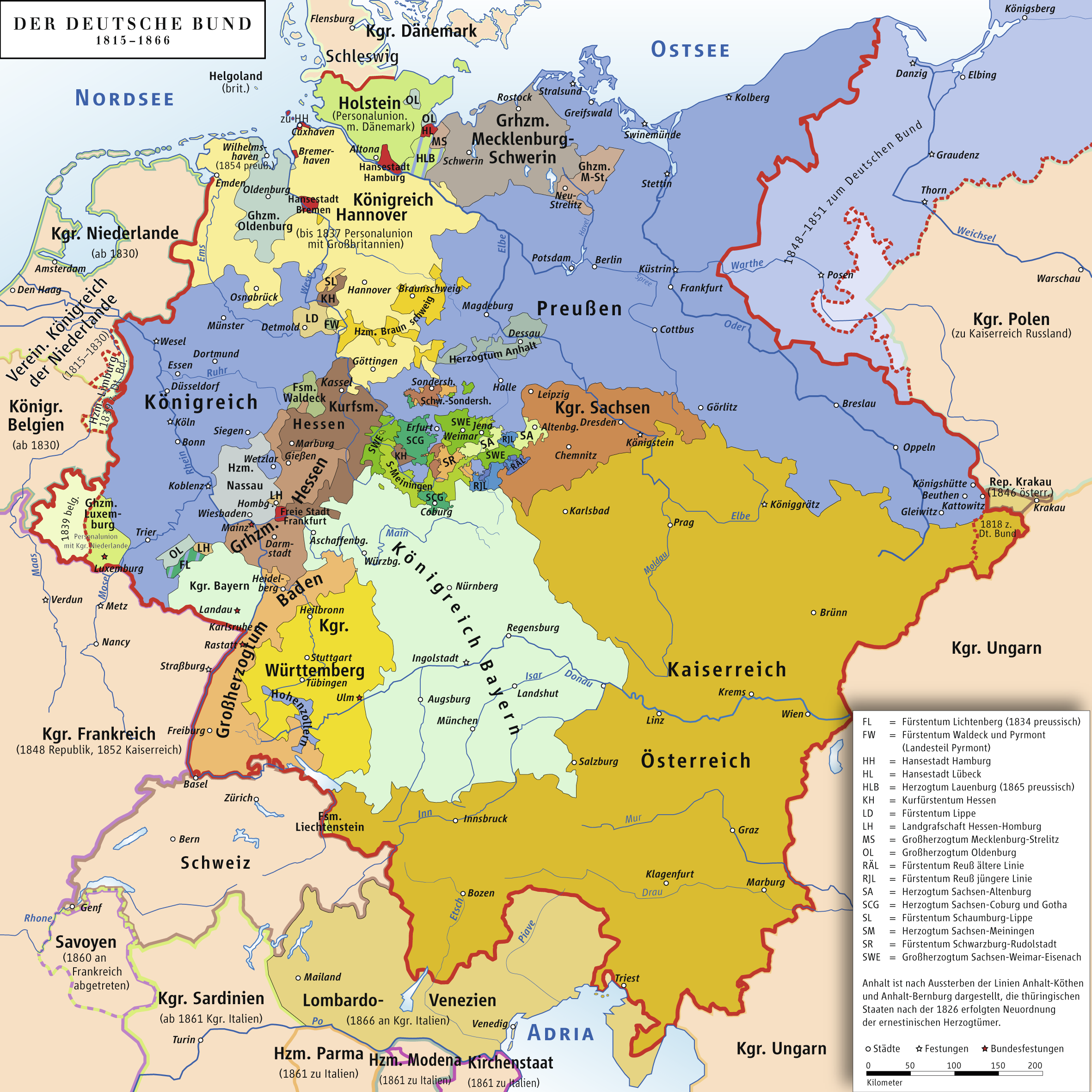
德意志邦联版图

- 德国（除了石勒苏益格-荷尔斯泰因北部）
- 盧森堡（不包括在1839年割让给比利时的西部领土）
- 列支敦斯登
- 捷克
- 奥地利（除了布爾根蘭州）
- 斯洛維尼亞（除了普雷克穆列地区）

以下的国家有部分领土在德意志邦联境内：
- 波蘭（西波美拉尼亚省、波美拉尼亚省、盧布斯卡省、大波兰省、下西里西亚省、奥波莱省及西里西亚省）
- 比利时（列日省东部的德语社区）
- 荷蘭（1839年后，林堡省西部变成比利时的领土，而此部分不再是成员）
- 丹麦（在1864年失去对荷尔斯泰因的控制权；该地在1866年变为普鲁士领土）
- 義大利（特倫蒂諾-南蒂羅爾与弗留利-威尼斯朱利亞）
- （伊斯特拉省）

### 引用
1. ↑  Deutsche Bundesakte vom 8. Juni 1815; vgl. aber Michael Kotulla, Deutsches Verfassungsrecht 1806–1918. Eine Dokumentensammlung nebst Einführungen, 1. Band: Gesamtdeutschland, Anhaltische Staaten und Baden, Springer, Berlin/Heidelberg 2005, S. 44; ders., Deutsche Verfassungsgeschichte. Vom Alten Reich bis Weimar (1495–1934), Springer, Berlin 2008, § 26 Rn. 1304, 1315.
2. ↑  Dies war die Umsetzung des ersten Pariser Friedens vom 30. Mai 1814 (VI. Artikel, Abs. 2: Die Deutschen Staaten bleiben unabhängig, und durch ein Föderativ-Band unter einander verknüpft.).
3. ↑  Vgl. Ernst Rudolf Huber: Deutsche Verfassungsgeschichte seit 1789. Band III: Bismarck und das Reich. 3. Auflage, W. Kohlhammer, Stuttgart 1988, S. 757.
4. ↑  Ernst Rudolf Huber: Deutsche Verfassungsgeschichte seit 1789. Band I: Reform und Restauration 1789 bis 1830. 2. Auflage, Verlag W. Kohlhammer, Stuttgart [u. a.] 1967, S. 668.
5. ↑  Karl Marx, Selected Works, II, "Germany: Revolution and Counter-Revolution," written mainly by Engels.